# 聖誕島矮冠䲁
聖誕島矮冠䲁（學名：Praealticus natalis），為輻鰭魚綱鳚形目䲁科矮冠䲁屬的一種，被IUCN列為易危保育類動物，分布於印度西太平洋區，包括聖誕島與馬里亞納群島海域，深度0至3公尺，本魚體延長略側扁，頭部短鈍，眼上眶有分支觸鬚，缺乏頸背觸鬚，體側有不規則的深色斑點或條紋，吻部和胸鰭上有小白點，頭部下部和胸鰭基部有大斑點，背鰭硬棘12-13枚、背鰭軟條17-18枚、臀鰭硬棘2枚、臀鰭軟條18-20枚，體長可達8公分，棲息在潮間帶，成魚成群或單獨活動，雌魚產附著性卵，雄魚有護卵行為，幼魚為浮游性，生活習性不明。